# Tiếng Bắc Triều Tiên chuẩn
Tiếng Bắc Triều Tiên chuẩn, còn gọi là tiếng Triều Tiên tiêu chuẩn hoặc tiếng văn hóa Triều Tiên mà người Triều Tiên (miền bắc) gọi là Munhwaŏ (tiếng Hàn: 문화어; Hanja: 文化語; Hán-Việt: Văn hoá ngữ; dịch nghĩa đen: ""tiếng Văn hoá"") còn người Hàn Quốc (miền nam) gọi là Bukhan-eo (tiếng Hàn: 북한어; Hanja: 北韓語; Hán-Việt: Bắc Hàn ngữ; dịch nghĩa đen: ""tiếng Bắc Hàn""), là phương ngữ tiếng Triều Tiên tiêu chuẩn do chính phủ Cộng hòa Dân chủ Nhân dân Triều Tiên quy định. Văn hoá ngữ đã được thông qua như là tiêu chuẩn vào năm 1966. Tuyên bố thông qua nêu rõ rằng phương ngữ Bình An (Pyongan) được nói ở thủ đô Bình Nhưỡng của CHDCND Triều Tiên và khu vực xung quanh là cơ sở cho Văn hoá ngữ; tuy nhiên, trên thực tế, Iksop Lee và S. Robert Ramsey ghi nhận rằng Văn hoá ngữ vẫn "bám rễ" vào phương ngữ Seoul vốn là tiêu chuẩn quốc gia trong nhiều thế kỷ. Do đó, hầu hết sự khác biệt giữa các tiêu chuẩn của CHDCND Triều Tiên và Hàn Quốc là do thay thế từ vựng Hán-Triều và các từ mượn khác bằng các từ tiếng Triều Tiên thuần túy, hoặc tham khảo ý thức hệ miền Bắc cho "tiếng nói của giai cấp công nhân" bao gồm một số từ được coi là phi chuẩn tại Hàn Quốc.

## Lịch sử
Sau khi giải phóng Hàn Quốc vào năm 1945, cả hai miền bán đảo Triều Tiên tiếp tục tuân theo các hướng dẫn ngôn ngữ Triều Tiên theo định nghĩa của Hiệp hội Hàn ngữ năm 1933 với "Đề xuất về Chữ viết Triều Tiên thống nhất" (tiếng Hàn: 한글 맞춤법 통일안) và vào năm 1936 với "Bộ sưu tập các từ tiếng Triều tiêu chuẩn được đánh giá" (tiếng Hàn: 사정한 조선어 표준말 모음). Năm 1954, đề xuất năm 1933 đã được thay thế bằng một hệ thống mới (tiếng Triều Tiên: 조선어 철자법) của chính phủ CHDCND Triều Tiên, trong đó, mười ba từ đã được sửa đổi một chút. Mặc dù cải cách tạo ra rất ít sự khác biệt, nhưng từ thời điểm này, các ngôn ngữ được người dân ở cả hai phía trên bán đảo Triều Tiên sử dụng chỉ phát triển trong khác biệt.
Trong khi xuất hiện tư tưởng Chủ thể vào những năm 1960, Kim Nhật Thành (Kim Il-sung) phối hợp một nỗ lực để thanh lọc các từ mượn, kí tự tiếng Anh, tiếng Nhật và tiếng Nga cũng như các từ có các ký tự Hanja ít phổ biến hơn khỏi tiếng Triều Tiên, thay thế chúng bằng các từ mới có nguồn gốc từ tiếng Triều Tiên bản địa.
Do đó, CHDCND Triều Tiên bắt đầu gọi phương ngữ riêng của mình là "ngôn ngữ văn hóa" (tiếng Triều Tiên: 문화어) như sự hướng về cội nguồn của nó với các từ có gốc rễ văn hóa Triều Tiên nhằm tạo ra sự khác biệt với phương ngữ tại Seoul được coi là "ngôn ngữ tiêu chuẩn" (tiếng Hàn: 표준어).

## Đặc điểm
Văn hóa ngữ được cho là dựa trên phương ngữ Bình Nhưỡng nhưng thật khó để thấy điều đó trên thực tế như hiện tại. Ngôn ngữ tiêu chuẩn dựa trên phương ngữ Seoul đã được sửa đổi theo cách do Hiệp hội Ngôn ngữ học Chosun đặt ra hoặc sửa đổi bằng cách sử dụng chút ít yếu tố phương ngữ Bình Nhưỡng, tạo ra thứ được gọi là Văn hóa ngữ. Các phương ngữ Bình Nhưỡng và Seoul ban đầu khá giống nhau, nhưng trọng âm đã thay đổi rất nhiều kể từ khi phân chia Bắc và Nam.
Ngôn ngữ văn hóa không phản ánh các đặc điểm âm vị học điển hình của phương ngữ Bình Nhưỡng, nhưng về nguyên tắc phản ánh tính đặc thù âm vị học giống như ngôn ngữ tiêu chuẩn do Hiệp hội Ngôn ngữ Hàn Quốc đặt ra.
Về mặt ngữ pháp, các đặc điểm của phương ngữ Bình Nhưỡng gần như không có trong Văn hóa ngữ.
Có một số dạng ngữ pháp mà Văn hóa ngữ khác biệt với ngôn ngữ tiêu chuẩn của Hàn Quốc, mặc dù nó được cho là bắt nguồn từ phương ngữ miền Trung. Đại khái, ngôn ngữ tiêu chuẩn Hàn Quốc là '-to-do' thì ngôn ngữ văn hóa -to-be '.
Từ vựng rất khác so với tiếng Hàn Quốc chuẩn. Hai nguyên nhân chính là: (1) sự khác biệt về thể chế xã hội gây ra các thuật ngữ xã hội khác nhau và (2) sự khác biệt về từ vựng do hai phương ngữ khác nhau. Nhìn vào sự khác biệt trong phương ngữ, chúng ta có thể thấy rằng một số từ vựng Văn hoá ngữ được coi là mang tính Bình Nhưỡng.